# Mattie, Fien & Igmar
Mattie, Fien & Igmar was de titel van het ochtendprogramma op het Nederlandse radiostation Qmusic dat werd gepresenteerd door Mattie Valk, Fien Vermeulen en Igmar Felicia.

## Geschiedenis
Op 5 mei 2017 stopte het programma Mattie & Wietze, nadat bekend werd dat Mattie en Wietze een conflict met elkaar hebben. Mattie Valk en Wietze de Jager zouden samen overstappen naar Sky Radio waar ze hetzelfde programma zouden voortzetten. Valk tekende echter, zonder De Jager in te lichten, een nieuw contract bij Qmusic. De Jager meldde zich daarop ziek en beëindigde vervolgens zijn dienstverband bij de zender.
Mattie Valk heeft daarna met verschillende mensen gepresenteerd. Sinds 9 oktober 2017 werd de show gepresenteerd door Mattie Valk, Igmar Felicia en Fien Vermeulen en heette de show Mattie, Fien & Igmar. In 2018 werd het programma genomineerd voor De Gouden RadioRing.
Op 21 juni 2018 maakte Qmusic bekend dat het programma zal worden opgevolgd door het programma Mattie & Marieke, wat Valk presenteert met Marieke Elsinga. De laatste uitzending was op 13 juli 2018.